# Ragunda kommun
För andra betydelser, se Ragunda.
Ragunda kommun är en kommun i Jämtlands län i landskapet Jämtland i Sverige. Centralort är Hammarstrand.
Kommunen hittas i det mellannorrländska bergkullområdet och består till 91 procent av skog. Genom landskapet rinner Indalsälven. Sedan gammalt är basnäringen i kommunen jord- och skogsbruk, även om andelen minskat. Därtill har kommunen en stor elproduktion, men också verkstadsindustri. 
Sedan kommunen bildades 1971 har befolkningstrenden varit negativ. Historiskt har Socialdemokraterna haft en stark ställning i kommunen, efter 84 års styre lämnade de dock över makten till Centerpartiet, Kristdemokraterna och det lokala partiet Allt för Ragunda. Mandatperioden 2022–2026 styr samma partier, men i koalitionen inkluderas även Moderaterna.

## Administrativ historik
Kommunens område motsvarar socknarna: Borgvattnet, Fors, Ragunda och Stugun. I dessa socknar bildades vid kommunreformen 1862 landskommuner med motsvarande namn. 
Vid kommunreformen 1952 uppgick Borgvattnets landskommun i Stuguns landskommun.
Ragunda kommun bildades vid kommunreformen 1971 genom en ombildning av Ragunda landskommun. 1974 införlivades Fors och Stuguns kommuner. 
Kommunen ingick från bildandet till 1982 i Jämtbygdens domsaga och kommunen ingår sedan 1982 i Östersunds domsaga.

## Geografi

### Topografi och hydrografi

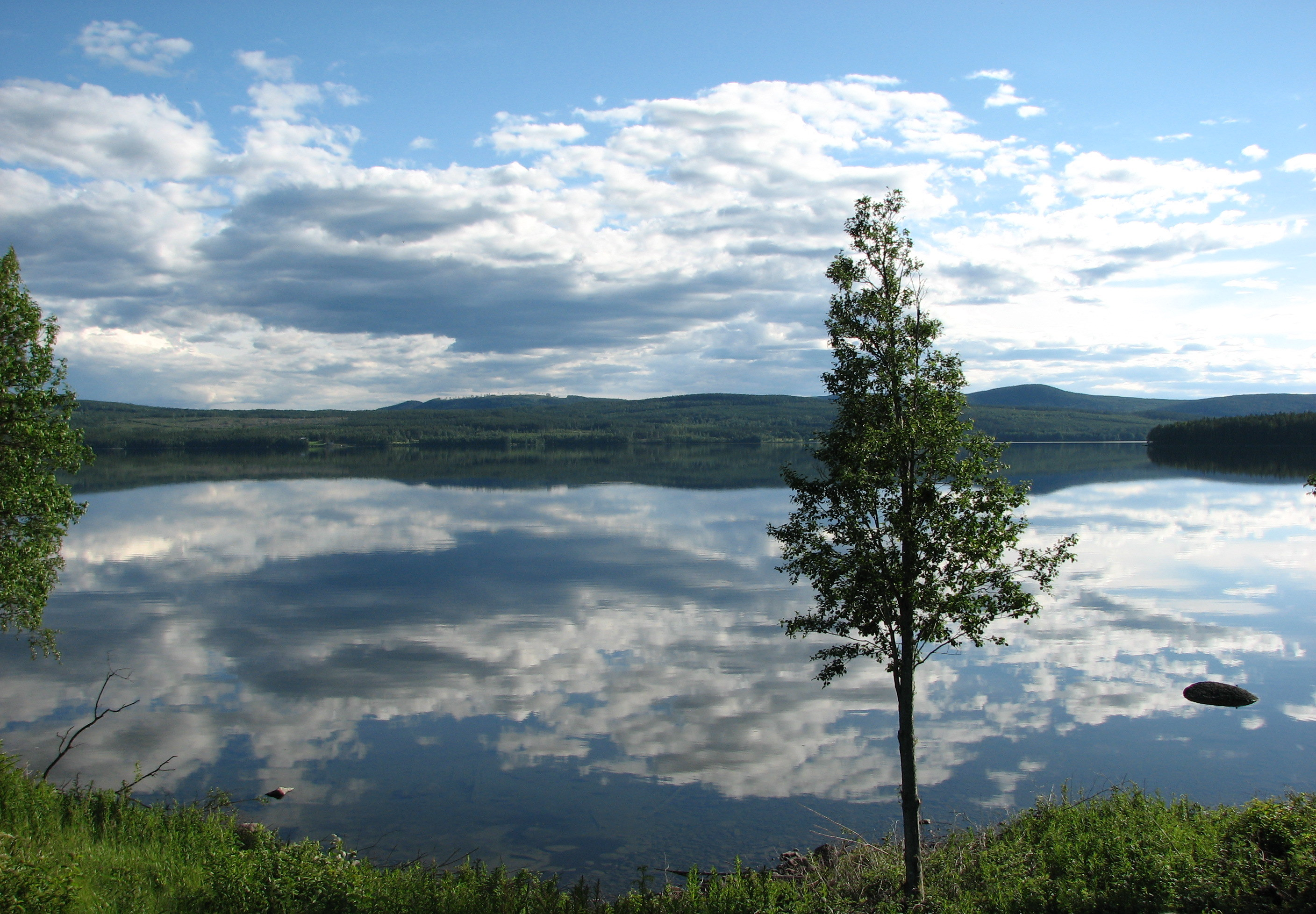
Ragunda kommun genomskärs av ett uråldrigt magmastråk (mellan Uralbergen och Atlanten), med ovanlig berggrund som studeras i synnerhet vid sjön Gesunden.

Kommunen hittas i det mellannorrländska bergkullområdet. Berggrunden utgörs primärt av gnejser och graniter. De relativt plana ytorna på höjderna har branta stup ner mot omgivande lågområden med granskog och stora långsträckta myrar. Den mäktiga Indalsälven flyter genom kommunen, liksom dess biflöde Ammerån. Dessa vattendrag är djupt nedskurna i dalgångarnas finkorniga sediment och det har bildats raviner och branta nipor.
Nedan presenteras andelen av den totala ytan 2020 i kommunen jämfört med riket.
|  | Bebyggelse (1,7 %) |

|  | Skog (91,2 %) |

|  | Öppen myrmark (5,4 %) |

|  | Jordbruksmark (1,2 %) |

|  | Övrig mark (0,5 %) |

|  | Bebyggelse (3,1 %) |

|  | Skog (68,0 %) |

|  | Öppen myrmark (7,2 %) |

|  | Jordbruksmark (7,4 %) |

|  | Övrig mark (14,3 %) |

### Naturskydd

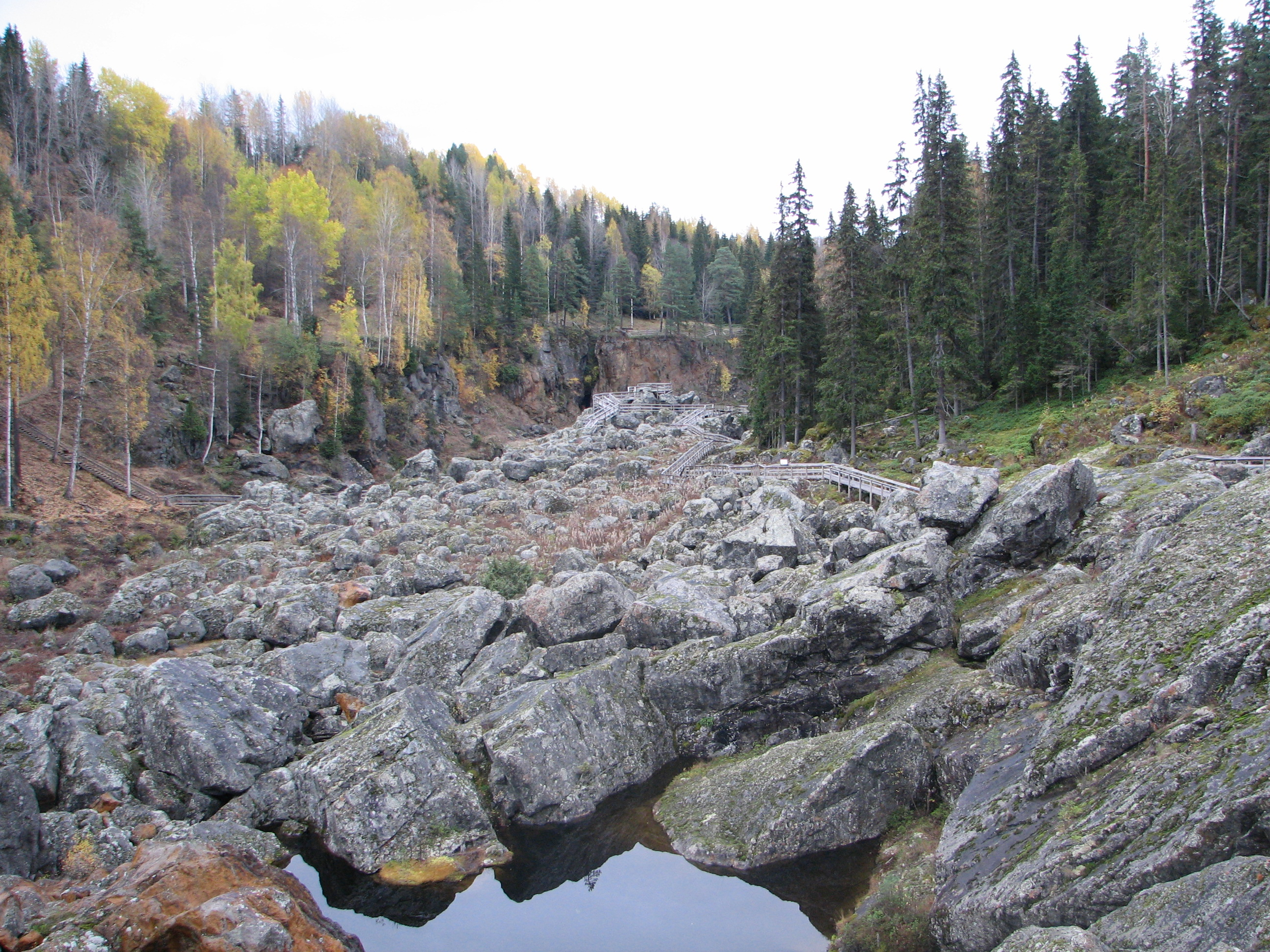
Döda fallet.

År 2022 fanns 22 naturreservat i Ragunda kommun. Ett av dessa är Döda fallet, ett område med en lång historia. Döda fallet var ursprungligen ett 35 meter högt vattenfall, Storforsen, som liksom Ragundasjön  torrlades 1796 efter ett misslyckat försök att bygga en flottningskanal. Det rättsliga efterspelet pågick ända in på 1970-talet. Ett annat exempel på reservat i kommunen är Snedmyran som även är skyddat som Natura 2000-område. Området utgörs bland annat av myr och där växer arter som de sällsynta orkidéerna guckusko och norna.

### Administrativ indelning
Fram till 2016 var kommunen för befolkningsrapportering indelad i fyra församlingar – Borgvattnets, Fors, Ragunda och Stuguns församling. 

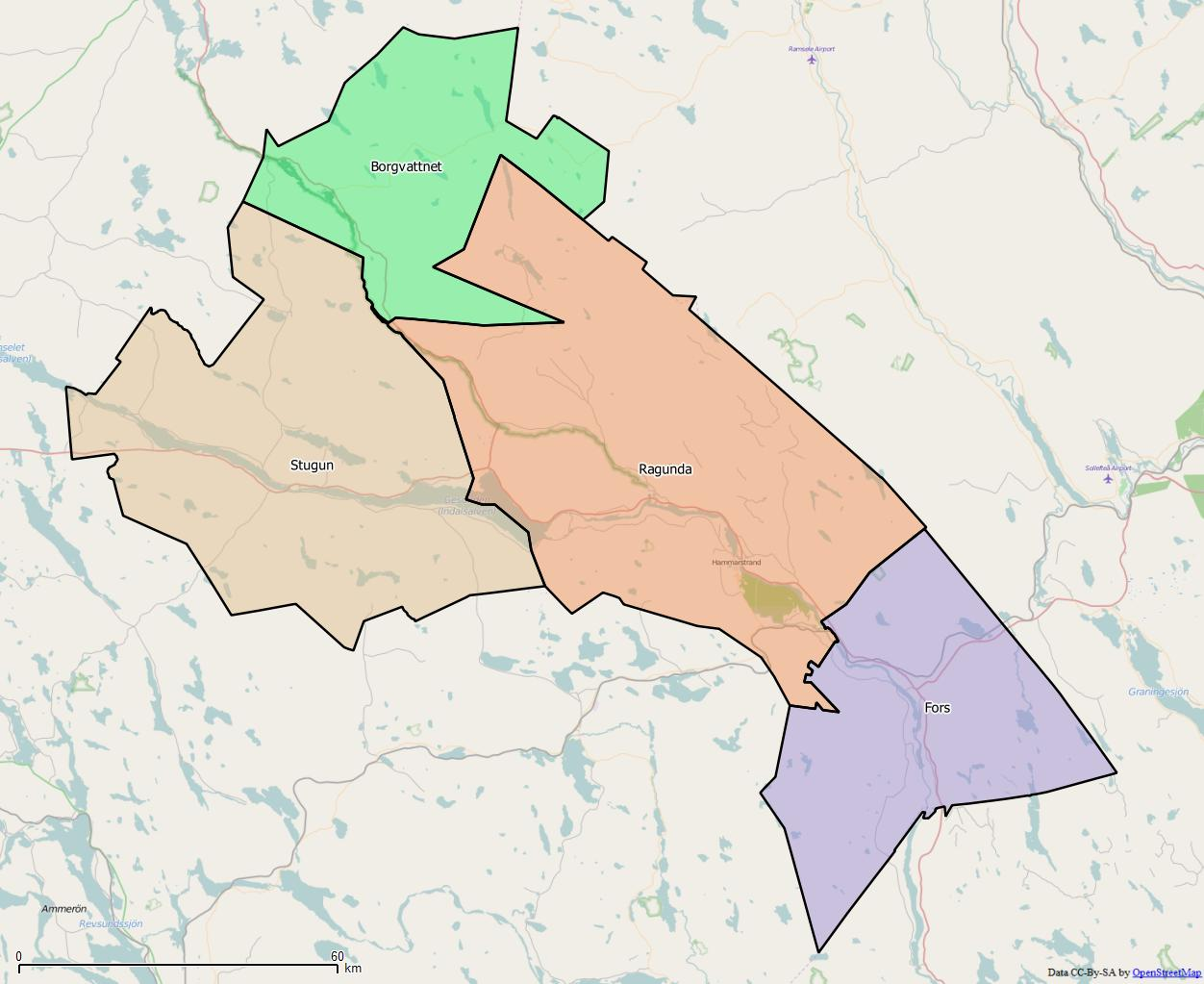
Distrikt (socknar) inom Ragunda kommun

Från 2016 indelas kommunen istället i fyra  distrikt, vilka motsvarar de tidigare socknarna: Borgvattnet, Fors, Ragunda och Stugun.

### Tätorter
Det finns fyra tätorter i Ragunda kommun.
I tabellen presenteras tätorterna i storleksordning per den 31 december 2015. Centralorten är i fet stil.
| Nr | Tätort            | Folkmängd |
| -- | ----------------- | --------- |
| 1  | Hammarstrand      | 1 116     |
| 2  | Stugun            | 599       |
| 3  | Västra Bispgården | 496       |
| 4  | Östra Bispgården  | 249       |

## Styre och politik

### Styre
Socialdemokraterna har historiskt haft en stark ställning i Ragunda kommun. Partiet hade egen majoritet i kommunfullmäktige fram till 1991, återfick egen majoritet 1994 och förlorade den igen 1998. Partiet inledde då ett minoritetsstyre med stöd av Vänsterpartiet. Det samarbetet varade till 2001 då Socialdemokraterna ville lägga ner några byskolor som en del i kommunens ekonomiska sanering (kommunen hade förlorat över 130 miljoner kronor på sju år). Vänsterpartiet vägrade och deltog inte vid fullmäktigevoteringen. När beslut skulle tas i frågan saknades även en socialdemokrat som ersattes av en centerpartist (regelbrott) och Socialdemokraternas förslag föll med en rösts marginal. Detta fick Socialdemokraterna att avgå och efter förhandlingar inleddes ett samarbete med Centerpartiet, ett samarbete som fortsatte efter kommunvalet 2002. I valet till kommunfullmäktige 2010 fick Socialdemokraterna åter egen majoritet.
Inför kommunvalet 2006 ingick Folkpartiet, Kristdemokraterna och Moderaterna en lokal valsamverkan, Allians för Ragunda. Stämningen mellan företrädarna för Centerpartiet och Allians för Ragunda var kylig sedan länge och innan valet var samarbete dem emellan inte aktuellt. Stämningen mellan Socialdemokraternas och Vänsterpartiets företrädare var även den frostig, något som kunde härledas till skolfrågan 2001 (se ovan). Därför fortsatte Centerpartiet och Socialdemokraterna sitt samarbete mandatperioden 2006–2010. Socialdemokraterna tappade visserligen många väljare till Vänsterpartiet och Allians för Ragunda, och även Centerpartiet tappade väljare, men partierna lyckades ändå behålla sina mandat. De styrande partierna var, trots tappet, de två största partierna och tillsammans hade de en tydlig majoritet i kommunfullmäktige (20 av 31 mandat). 
Politisk turbulens uppstod i kommunen i slutet av 2008 och början av 2009, främst kopplat till kommunalrådet Yngström. Detta medförde att Centerpartiet lämnade samarbetet med Socialdemokraterna. Det politiska läget var därefter oklart men Socialdemokraterna fortsatte styra i minoritet. Efter valet 2010 samlade Socialdemokraterna 18 av 31 mandat och kunde fortsätta styra i majoritet. 
Mandatperioden 2014–2018 fortsatte Socialdemokraterna styra i majoritet. Efter att partiet styrt kommunen i 84 år skedde ett maktskifte 2018 då en majoritetskoalition bestående av Centerpartiet, Allt för Ragunda och Kristdemokraterna tog över makten. Under mandatperioden 2022–2026 fortsatte samma koalition till en början att styra, nu i minoritet, och nu även tillsammans med Moderaterna, som gjort comeback i kommunfullmäktige. Under våren 2024 bildades dock ett nytt majoritetsstyre, en koalition mellan Socialdemokraterna och Centerpartiet.

### Politik
År 2004 gick det sittande kommunalrådet Elisabet Yngström (S) ut med att hon ansåg att kommunen skulle styckas upp och fördelas till bland annat Bräcke, Östersund, Sundsvall och Sollefteå. Detta hade tidigare varit ett förslag från oppositionen med anledning av den ringa befolkningen i kommunen. År 2008 meddelade Yngström, fortfarande kommunalråd, att det låga invånarantalet medförde att organisationen skulle minskas. Därför varslades både kommunchefen och ekonomichefen om uppsägning. Hon fortsatte verka för en kommunsammanslagning och menade att "Det finns en smärtgräns för hur liten en kommun kan bli och dit har vi snart nått". Därefter lades ett storvarsel inom kommunen som fick Vänsterpartiet att se rött. Vänsterpartisten Eija Dibba sa i början av 2009 att "Vi skulle hoppas på att Elisabet Yngström tar en timeout, till exempel för att fundera på vad det är som har gått snett". Under 2010 kom en kritisk rapport från revisorerna. Av den framgick att kommunen  "inte formellt eller praktiskt levt upp till kommunallagens krav på god ekonomisk hushållning". I samband med detta avgick kommunalrådet Yngström.
Mandatperioden 2022–2026 meddelade styret bland annat att ”Vi ska ta fram en plan för turismutveckling tillsammans med näringslivet och fokusera på åtgärder som stärker kommunens näringslivsutveckling". I planen ingick också att "avyttra delar av kommunens fastighetsinnehav för att få ordning på ekonomin".

### Kommunfullmäktige
År 1998 minskade antalet mandat i kommunfullmäktige med 14, från 45 till 31 mandat. Ännu en minskning av mandaten skedde 2014, då ner till 27 mandat. Senare har mandaten minskats än mer och 2018 var de 25.

#### Presidium
| Presidium 2022–2026    | Presidium 2022–2026 | Presidium 2022–2026 |
| ---------------------- | ------------------- | ------------------- |
| Ordförande             | AFR                 | Birgitta Orrebo     |
| Förste vice ordförande | C                   | Lennart Raswill     |
| Andre vice ordförande  | S                   | Jonas Andersson     |

#### Mandatfördelning 1970–2022
Kristdemokraterna, Miljöpartiet och Folkpartiet har alla åkt ur och kommit in i fullmäktige vid olika tillfällen. 
| 3 | 16 | 7 | 2 |  | 2 |

| 28 |

| 3 | 24 | 2 | 12 | 2 | 2 |

| 38 | 7 |

| 2 | 23 | 2 | 12 | 2 |  | 3 |

| 35 | 10 |

| 2 | 25 | 12 | 2 |  | 3 |

| 32 | 13 |

|  | 27 | 2 | 10 | 2 | 3 |

| 32 | 13 |

| 2 | 26 | 2 | 10 | 2 | 3 |

| 34 | 11 |

| 2 | 24 | 3 | 11 | 2 | 3 |

| 31 | 14 |

| 2 | 22 | 2 |  | 12 |  |  | 4 |

| 25 | 20 |

| 3 | 26 | 2 | 11 | 3 |

| 27 | 18 |

| 5 | 14 | 2 | 6 | 4 |

| 18 | 13 |

| 4 | 16 | 7 |  | 3 |

| 17 | 14 |

| 5 | 13 | 6 | 7 |

| 15 | 16 |

| 2 | 18 | 4 | 7 |

| 16 | 15 |

| 2 | 15 |  | 4 | 5 |

| 12 | 15 |

|  | 9 | 3 | 3 | 8 |  |

| 13 |  | 11 |

|  | 10 | 3 | 2 | 6 |  | 2 |

| 14 | 11 |

### Nämnder

#### Kommunstyrelse
Mandatperioden 2022–2026 har kommunstyrelsen 11 ledamöter. Av dessa tillhör fem ledamöter Socialdemokraterna och tre Centerpartiet. Allt för Ragunda, Moderaterna och Sverigedemokraterna har en ledamot vardera. Ordförande är sedan april 2024 socialdemokraten Anton Hammar.
| Presidium 2022–2026    | Presidium 2022–2026 | Presidium 2022–2026 |
| ---------------------- | ------------------- | ------------------- |
| Ordförande             | S                   | Anton Hammar        |
| Förste vice ordförande | M                   | Maud Herkules       |
| Andre vice ordförande  | C                   | Mikael Westin       |

#### Övriga nämnder och utskott
Avser mandatperioden 2022–2026
| Nämnd                          | Ordförande | Ordförande          | Vice ordförande | Vice ordförande    |
| ------------------------------ | ---------- | ------------------- | --------------- | ------------------ |
| Bygg- och miljönämnden         | C          | Margareta Nordling  | C               | Johan Palmquist    |
| Valnämnden                     | KD         | Karl-Erik Lundin    | S               | Anna-Lena Holmgren |
| Barn- och utbildningsutskottet | AFR        | Elisabeth Björklund | S               | Roger Östlund      |
| Sociala utskottet              | KD         | Karl-Erik Lundin    | AFR             | Kajsa Bernhold     |

Dessutom tillhör kommunen fyra gemensamma nämnder:
- Gemensamma nämnden för samverkan inom drift och service, utveckling samt specialistfunktioner (tillsammans med alla länets kommuner samt regionen)
- Gemensamma nämnden för sammanhållen upphandling, lagerhållning och distribution av sjukvårdsprodukter (tillsammans med alla länets kommuner samt regionen)
- Gemensamma nämnden för upphandlingssamverkan (tillsammans med alla länets kommuner)
- Gemensam nämnd för överförmyndarverksamhet (tillsammans med Krokoms, Åres och Östersunds kommuner)

### Vänorter
Ragunda kommun har fyra vänorter:
| Ort och land      | Sedan |
| ----------------- | ----- |
| Bangkok, Thailand | ?     |
| Stjørdal, Norge   | 1985  |
| Karstula, Finland | 1985  |
| Broby, Danmark*   | 1985  |

*I formell mening har utbytet upphört genom kommunreformen i Danmark den 1 januari 2007. Broby och ytterligare fyra kommuner bildade då Fåborg-Midtfyns kommun.

## Ekonomi och infrastruktur

### Näringsliv
Sedan gammalt är basnäringen i kommunen  jord- och skogsbruk, även om andelen minskat. Därtill har kommunen en stor elproduktion, men också verkstadsindustri. Bland företag inom den senare sektorn hittas exempelvis Z-Lyften Produktion AB ZEPRO som tillverkar bakgavellyftar. Under 2000-talet har även tjänsteföretag etablerat sig i kommunen. I kommunen finns de tre samebyarna Ohredahke, Jiingevaerie och Jovnevaerie.

#### Energi
Ragunda kommun är en av de kommuner i  Sverige som producerar mest vattenkraft. År 2022 fanns också 56 vindkraftverk och fler planerades. I och med att energiproduktionen genererade för lite skatteintäkter till kommunen, exempelvis går fastighetsskatt för vind- och vattenkraftanläggningar till staten, har kommunfullmäktige dock sagt nej till fortsatt utbyggnad.

#### Turism

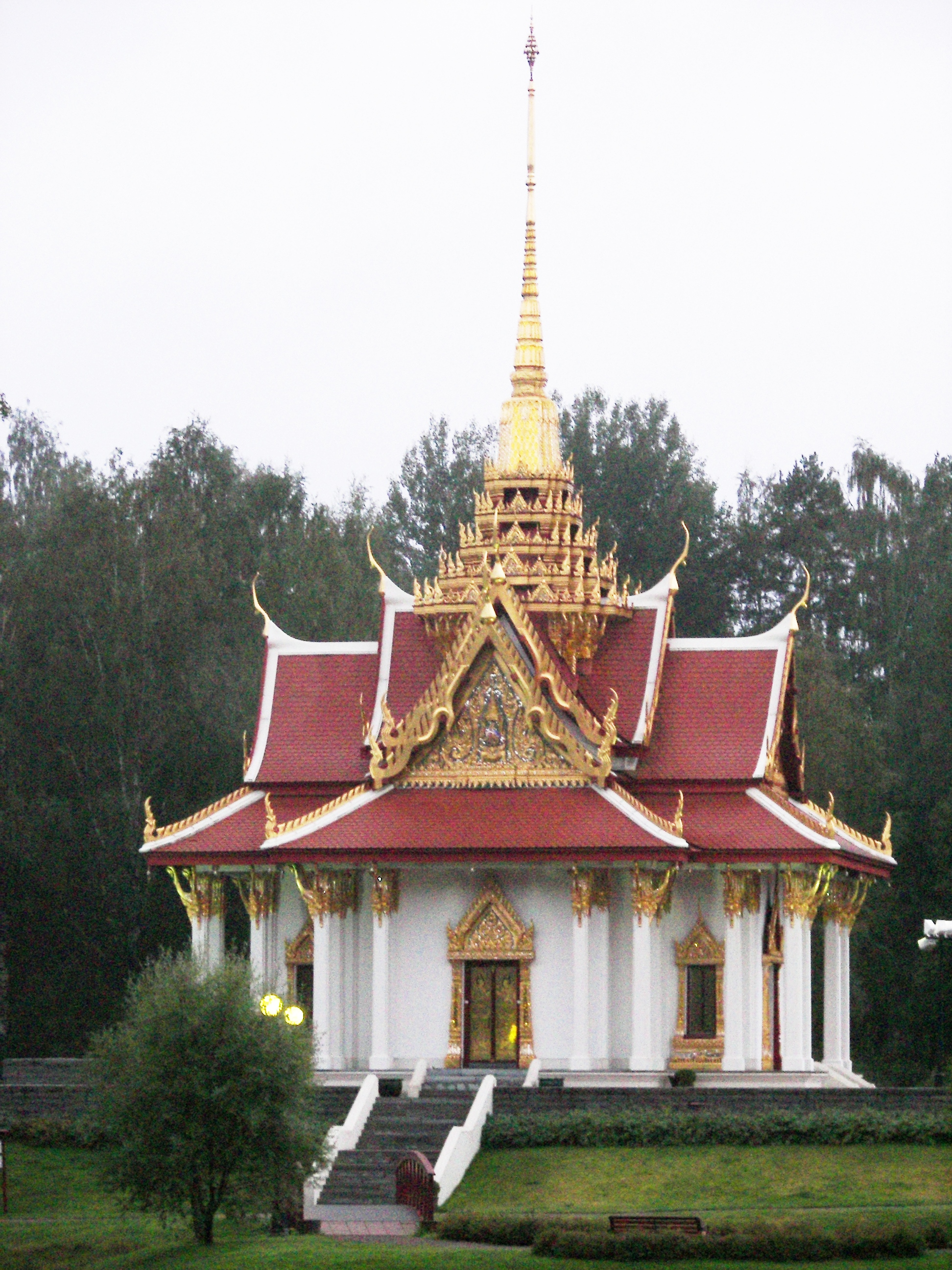
Thailändska paviljongen (King Chulalongkorn Memorial).

Minnesbyggnaden Thailändska paviljongen, King Chulalongkorn Memorial, tillkom som ett minne av kung Chulalongkorns besök på platsen 1897. Den lockar årligen mellan 8 000 och 10 000 besökare, under Covid-19-pandemin tusentals fler.

### Infrastruktur

#### Transporter
I södra Ragunda kommun löper järnvägen från Ånge till Långsele. Dessutom passerar riksvägarna 86 och 87 genom området, tillsammans med länsvägarna 323 och 344.

## Befolkning

### Demografi

#### Befolkningsutveckling
Kommunen har 5 146 invånare (31 december 2024), vilket placerar den på 273:e plats avseende folkmängd bland Sveriges kommuner.
| Befolkningsutvecklingen i Ragunda kommun 1970–2020 | Befolkningsutvecklingen i Ragunda kommun 1970–2020 | Befolkningsutvecklingen i Ragunda kommun 1970–2020 | Befolkningsutvecklingen i Ragunda kommun 1970–2020 | Befolkningsutvecklingen i Ragunda kommun 1970–2020 |
| -------------------------------------------------- | -------------------------------------------------- | -------------------------------------------------- | -------------------------------------------------- | -------------------------------------------------- |
|                                                    |                                                    |                                                    |                                                    |                                                    |
| År                                                 |                                                    |                                                    | Folkmängd                                          |                                                    |
| 1970                                               | 1970                                               |                                                    | 8 473                                              |                                                    |
| 1975                                               | 1975                                               |                                                    | 7 826                                              |                                                    |
| 1980                                               | 1980                                               |                                                    | 7 571                                              |                                                    |
| 1985                                               | 1985                                               |                                                    | 7 336                                              |                                                    |
| 1990                                               | 1990                                               |                                                    | 7 078                                              |                                                    |
| 1995                                               | 1995                                               |                                                    | 6 748                                              |                                                    |
| 2000                                               | 2000                                               |                                                    | 6 313                                              |                                                    |
| 2005                                               | 2005                                               |                                                    | 5 796                                              |                                                    |
| 2010                                               | 2010                                               |                                                    | 5 590                                              |                                                    |
| 2015                                               | 2015                                               |                                                    | 5 387                                              |                                                    |
| 2020                                               | 2020                                               |                                                    | 5 208                                              |                                                    |

#### Utländsk bakgrund
Den 31 december 2014 utgjorde antalet invånare med utländsk bakgrund (utrikes födda personer samt inrikes födda med två utrikes födda föräldrar) 586, eller 10,77 % av befolkningen (hela befolkningen: 5 440 den 31 december 2014). Den 31 december 2002 utgjorde antalet invånare med utländsk bakgrund enligt samma definition 574, eller 9,44 % av befolkningen (hela befolkningen: 6 079 den 31 december 2002).

#### Invånare efter de vanligaste födelseländerna
Den 31 december 2014 utgjorde folkmängden i Ragunda kommun 5 440 personer. Av dessa var 526 personer (9,7 %) födda i ett annat land än Sverige. I denna tabell har de nordiska länderna samt de 12 länder med flest antal utrikes födda (i hela riket) tagits med. En person som inte kommer från något av de här 17 länderna har istället av Statistiska centralbyrån förts till den världsdel som deras födelseland tillhör.
| Födelseland      | Födelseland                       | Födelseland |
| ---------------- | --------------------------------- | ----------- |
| 31 december 2014 |                                   |             |
| 1                | Sverige                           | 4 914       |
| 2                | Afrika: Övriga länder             | 103         |
| 3                | Finland                           | 101         |
| 4                | Europeiska unionen: Övriga länder | 85          |
| 5                | Thailand                          | 40          |
| 6                | Asien: Övriga länder              | 27          |
| 7                | Norge                             | 24          |
| 7                | Somalia                           | 24          |
| 9                | Syrien                            | 20          |
| 10               | Turkiet                           | 18          |
| 10               | Tyskland                          | 18          |
| 12               | Polen                             | 14          |
| 12               | Sydamerika                        | 14          |
| 14               | Europa utom EU: Övriga länder     | 8           |
| 15               | Danmark                           | 5           |
| 16               | Iran                              | 4           |
| 16               | / SFR Jugoslavien/FR Jugoslavien  | 4           |
| 16               | Nordamerika                       | 4           |
| 16               | Oceanien                          | 4           |
| 20               | Afghanistan                       | 3           |
| 20               | Irak                              | 3           |
| 20               | Kina                              | 3           |
| 23               | Bosnien och Hercegovina           | 0           |
| 23               | Island                            | 0           |
| 23               | Okänt födelseland                 | 0           |
| 23               | Sovjetunionen                     | 0           |

## Kultur

### Kulturarv
Det finns gott om flottningslämningar i vattendragen i kommunen. Dessa härstammar från den största flottningsepoken under 1800- och 1900-talen.
Ett annat kulturarv är Ragunda gamla kyrka som tillkom någon gång mellan åren 1364 och 1510, även om det mesta av kyrkans interiör kommer från 1600-talet.

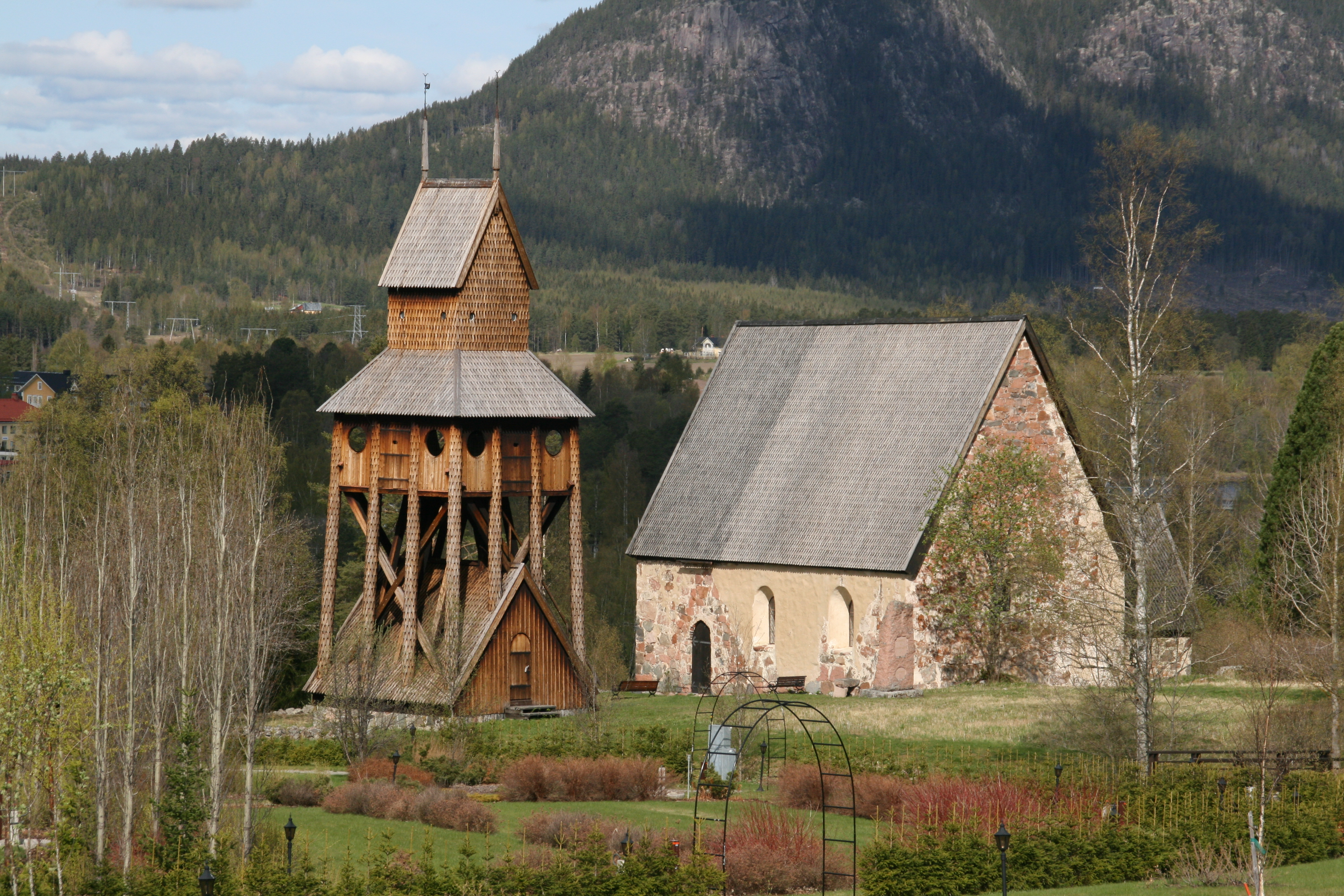
Ragunda gamla kyrka.

### Kommunvapen
Blasonering: I fält av silver en av vågskura bildad stam, fyra gånger vågskuredelad av blått och silver, samt däröver två framkommande, uppåtriktade röda blixtar i kors, överlagda med en blå tall.
Detta vapen fastställdes för Fors landskommun 1958. Vid sammanläggningen valdes Ragundas namn, men Fors vapen och detta registrerades för den nya kommunen hos Patent- och registreringsverket. Även Stuguns landskommun hade ett vapen, från 1947, men dess giltighet upphörde.